# 硫酸鉛鉱
硫酸鉛鉱（りゅうさんえんこう/りゅうさんなまりこう、アングレサイト、Anglesite）は硫酸鉛(II)を成分とする硫酸塩鉱物の一種である。まとまって産出する場合は鉛の鉱石として採掘されることもある。

## 産出
鉛鉱床の地表面付近に産出し、方鉛鉱の酸化により生成する二次鉱物である。粒状の団塊および成長した結晶状のものが存在し、未変成の方鉛鉱を伴うことが多い。また方鉛鉱の仮晶の外観をなすものも存在する。
PbS + 2 O2 → PbSO4
主な産地はイタリアのMonteponi、モロッコのTouissitであり、日本では尾去沢鉱山である。また英語名Anglesiteはイギリスの産地アングルシー島 (Anglesey)の銅山において1783年に発見されたことに由来する。

## 性質

硫酸鉛鉱の結晶の外観

斜方晶系に属し、鉛イオン,Pb2+のイオン半径がバリウム,Ba2+およびストロンチウム,Sr2+に近いことから重晶石および天青石と同じ構造であるが、硬度はこれらよりやや低く、密度は高い。格子定数はa=8.45Å、b=5.38Å、c=6.93Åである。約864℃の転移温度で単斜晶系の同質異像構造に変化する。
重晶石などのアルカリ土類金属の硫酸塩と固溶体を形成し、北投石は重晶石と硫酸鉛鉱の固溶体に相当する。北投石はバリウム＞鉛であるが、バリウム＜鉛の固溶体はワイズバッハ石と呼ばれる。
無色の金剛光沢および白色のものが多いが黄色、飴色や稀に緑色のものも存在する。
劈開は天青石より劣り不完全であり、底面方向のみ良好である。